# Saint-Parize-en-Viry
Saint-Parize-en-Viry település Franciaországban, Nièvre megyében. Lakosainak száma 139 fő (2022. január 1.). Saint-Parize-en-Viry Avril-sur-Loire, Dornes, Neuville-lès-Decize, Saint-Germain-Chassenay és Toury-Lurcy községekkel határos.

## Népesség
A település népessége az elmúlt években az alábbi módon változott:
| Lakosok száma | 182  | 163  | 157  | 150  | 148  | 144  | 142  | 141  | 139  |
|               | 2013 | 2015 | 2016 | 2017 | 2018 | 2019 | 2020 | 2021 | 2022 |